# Hammadi al-Dżibali
Hammadi al-Dżibali, także Hamadi Dżebali, arab. ‏حمادي الجبالي‎ (ur. 12 stycznia 1949 w Susie), tunezyjski polityk i dziennikarz, w latach 1991–2006 więziony za działalność polityczną. Sekretarz generalny Partii Odrodzenia w latach 1981–2013. Premier Tunezji od 24 grudnia 2011 do 14 marca 2013.

## Życiorys
Hammadi al-Dżibali urodził się w 1949 w Susie. Zdobył tytuł licencjata inżynierii mechanicznej na Uniwersytecie w Tunisie, a następnie tytuł magistra w dziedzinie fotowoltaiki na Uniwersytecie Paryskim.
Na początku lat 80. zaangażował się w działalność polityczną i przystąpił do powstałej Partii Odrodzenia, działającej w czasach rządów prezydentów Habiba Burgiby i ibn Alego nielegalnie oraz będącej przedmiotem inwigilacji i represji. Został wówczas członkiem Rady Wykonawczej partii oraz redaktorem naczelnym jej tygodnika, „Al-Fadżr” (Świt).
Na początku lat 90. tunezyjskie władze oskarżyły go o naruszenie etyki zawodowej w trzech odrębnych przypadkach, wszystkich związanych z wolnością słowa i wypowiedzi. W październiku 1990 został skazany na 6 miesięcy pozbawienia wolności w zawieszeniu i karę w wysokości 1,5 tys. dinarów za „zachęcanie do naruszenia prawa” i „nawoływanie do powstania” po tym, jak opublikował krytyczny wobec władz wywiad z przewodniczącym Partii Odrodzenia, Raszidem Ghannuszim. W listopadzie tego samego roku został aresztowany i oskarżony o zniesławienie instytucji sądowych po publikacji artykułu wzywającego do likwidacji sądów wojskowych w Tunezji i rozstrzygania przez nie w sprawach cywilnych. W styczniu 1991 sąd wojskowy skazał go na karę roku pozbawienia wolności. Wyrok ten potwierdził w marcu 1991 sąd kasacyjny.
W maju 1991, w trakcie odbywania kary, razem ze 170 innymi członkami Partii Odrodzenia, został oskarżony o współudział w próbie zamachu stanu przeciwko prezydentowi ibn Alemu. W sierpniu 1992 sąd wojskowy wymierzył mu karę 16 lat pozbawienia wolności pod zarzutem „przynależności do nielegalnej organizacji” oraz „próby zmiany ustroju państwowego”. We wrześniu 1992 wyrok ten potwierdził sąd kasacyjny. Obserwatorzy z Amnesty International i Human Rights Watch uznali cały proces za niespełniający standardów międzynarodowych, w tym tych określonych w Międzynarodowym Pakcie Praw Obywatelskich i Politycznych, którego stroną była również Tunezja. Amnesty International uznała Dżibalego za więźnia sumienia.
W czasie odbywania kary, według organizacji broniących praw człowieka, przetrzymywany był w surowych warunkach, wielokrotnie przebywając w izolatce i będąc pozbawionym należytej opieki zdrowotnej. W tym czasie kilkukrotnie podejmował strajki głodowej, z których dwa trwały po 36 dni. Po 15 latach pozbawienia wolności, 25 lutego 2006 został zwolniony z więzienia na mocy amnestii generalnej udzielonej przez prezydenta Ben Alego 1600 skazanym z okazji 50. rocznicy uzyskania niepodległości przez kraj.
Po wyjściu na wolność ponownie zaangażował się w podziemną działalność Partii Odrodzenia. Objął w niej stanowisko sekretarza generalnego, a także rzecznika prasowego.

## Premier Tunezji
Po jaśminowej rewolucji w styczniu 2011 i zwycięstwie Partii Odrodzenia w wyborach do Zgromadzenia Konstytucyjnego w październiku 2011, został ogłoszony kandydatem partii na urząd szefa rządu przejściowego.
21 listopada 2011 Partia Odrodzenia, Kongres Republiki (CPR) i Demokratyczne Forum na rzecz Pracy i Wolności (Ettakatol) zawarły porozumienie koalicyjne, zgodnie z którym lider CPR Al-Munsif al-Marzuki miał objąć stanowisko prezydenta, lider Ettakatol Mustafa Ben Dżafar stanowisko przewodniczącego Zgromadzenia Konstytucyjnego, a Hammadi al-Dżibali urząd premiera. 14 grudnia 2011 nowo wybrany prezydent Marzouki powierzył mu misję utworzenia rządu.
22 grudnia 2011 al-Dżibali przedstawił skład gabinetu. Następnego dnia jego rząd został uzyskał akceptację ze strony Zgromadzenia Konstytucyjnego. 24 grudnia 2011 został oficjalnie zaprzysiężony przez prezydenta.
W lutym 2013 podał się do dymisji w następstwie kryzysu politycznego, jaki wybuchł po zabójstwie Szukriego Balida. Belaid, lider lewicowej i opozycyjnej partii Ruch Demokratycznych Patriotów, został 6 lutego 2013 zastrzelony przed swoim domem w czasie drogi do pracy przez nieznanego sprawcę, który uciekł z miejsca zbrodni na motorze. Było to pierwsze zabójstwo polityczne w Tunezji od czasu jaśminowej rewolucji i wywołało oskarżenia opozycji i związków zawodowych pod adresem rządzącej Partii Odrodzenia o islamizację kraju i odpowiedzialność za śmierć. W Tunisie i innych miastach kraju doszło do masowych antyrządowych protestów społecznych, w których zginął funkcjonariusz policji, a w dzień pogrzebu 8 lutego 2013 odbył się dodatkowo strajk generalny. Premier al-Dżibali już w dzień zabójstwa zapowiedział utworzenie nowego rządu złożonego z bezpartyjnych i rządu technokratycznych członków. Decyzja premiera, podjęta bez wcześniejszej konsultacji, spotkała się jednakże ze sprzeciwem ze strony władz Partii Odrodzenia.
Pomimo dezaprobaty ze strony własnego zaplecza politycznego al-Dżibali podjął się rozmów na rzecz utworzenia bezpartyjnego rządu, które jednak nie przyniosły rezultatu. W tej sytuacji 19 lutego 2013 podał się do dymisji. 22 lutego 2012 prezydent Marzuki misję sformowania nowego gabinetu powierzył ministrowi spraw wewnętrznych Alemu al-Urajjidowi.
14 marca 2013 Ali Larajedh zastąpił al-Dżibalego na stanowisku szefa rządu.